# Acrotholus
Acrotholus é um gênero de dinossauro da família Pachycephalosauridae. Há uma única espécie descrita para o gênero Acrotholus audeti. Seus restos fósseis foram encontrados na formação Milk River, província de Alberta, no Canadá, e datado do Cretáceo Superior (do final do Santoniano).
O nome "Acrotholus" significa "cume elevado" em grego, e foi dado em referência ao topo da cabeça do dinossauro, que é distintamente alto em comparação com outros ceratopsídeos.
Acrotholus é um dos mais antigos ceratopsídeos conhecidos, com aproximadamente 5 metros de comprimento e cerca de 1,5 metros de altura. Sua característica mais marcante é o grande cume ósseo na parte superior de sua cabeça, que se estende para trás em um ângulo de quase 45 graus. Esse cume pode ter sido usado para exibir a dominância entre os membros da mesma espécie, ou como um isolante térmico para manter a temperatura do corpo constante.
Acredita-se que o Acrotholus tenha sido um herbívoro, alimentando-se principalmente de plantas baixas, como samambaias e cicadáceas. Ele também possuía uma mandíbula forte e poderosa, equipada com centenas de pequenos dentes serrilhados que o ajudavam a mastigar alimentos duros.
O Acrotholus é importante para os paleontólogos porque é o mais antigo ceratopsiano conhecido da América do Norte, o que ajuda a preencher a lacuna evolutiva entre seus parentes mais próximos na Ásia e os ceratopsianos posteriores da América do Norte.